# Lizeth Rueda
Lizeth Rueda Santos (Guadalajara, 7 de marzo de 1994) es una deportista mexicana que compite en natación y triatlón.
En triatlón ganó una medalla de oro en los Juegos Panamericanos de 2023 y dos medallas de bronce en el Campeonato Panamericano, en los años 2022 y 2023.
Participó en dos Juegos Olímpicos de Verano en los años 2012 y 2024, ocupando el 20.° lugar en Londres 2012 (natación en aguas abiertas, 10 km) y el 30.° lugar en París 2024 (triatlón, prueba femenina individual).

## Palmarés internacional
| Juegos Panamericanos    | Juegos Panamericanos | Juegos Panamericanos | Juegos Panamericanos |
| Año                     | Lugar                | Medalla              | Prueba               |
| ----------------------- | -------------------- | -------------------- | -------------------- |
| 2023                    | Santiago (Chile)     | Medalla de oro       | Individual           |
| Campeonato Panamericano |                      |                      |                      |
| Año                     | Lugar                | Medalla              | Prueba               |
| 2022                    | Montevideo (Uruguay) | Medalla de bronce    | Relevo mixto         |
| 2023                    | Huatulco (México)    | Medalla de bronce    | Relevo mixto         |